# Allophylus villosus
Allophylus villosus är en kinesträdsväxtart som först beskrevs av William Roxburgh, och fick sitt nu gällande namn av Carl Ludwig von Blume. Allophylus villosus ingår i släktet Allophylus och familjen kinesträdsväxter. Utöver nominatformen finns också underarten A. v. aporeticus.